# Potápka Rollandova
Potápka Rollandova (Rollandia rolland) je druh potápky žijící v jižní a západní Jižní Americe na sladkovodních jezerech, rybnících a pomalu tekoucích řekách a potocích.  

## Systematika a výskyt
Druh formálně popsal francouzský přírodovědec Joseph Paul Gaimard v roce 1823. Rozeznávají se tři poddruhy s následujícím rozšířením:
- R. r. chilensis (Lesson, 1828) – jižní a západní Peru a jihovýchod Brazílie a na jih k mysu Horn a Ohňové zemi.
- R. r. morrisoni (Simmons, 1962) – andské jezero Junín ve středním Peru.
- R. r. rolland (Gaimard, 1823) – Falklandy.

Nejvýraznějším morfologickým rozdílem mezi jednotlivými poddruhy je jejich velikost. Subsp. R. r. rolland je největší (většinou váží až dvakrát tolik než R. r. chilensis), takřka nelétavá s rezavějšími spodními partiemi než mají ostatní dva poddruhy. R. r. chilensis je v průměru o něco menší než R. r. morrisoni, jinak si jsou oba poddruhy velmi podobné. U R. r. rolland se vyskytují i behaviorální rozdíly, mj. při hnízdění a námluvách. V minulosti byl tento poddruh někdy považován za samostatný druh.

## Popis
Tato potápka dorůstá do délky 24–36 cm. Hlava a krk jsou černé, za okem vyrůstá nápadný bílý chomáč peří. Svrchní část těla je leskle černá až hnědočerná, kostřec červenohnědý a spodní ocasní krovky bílé. Při roztažení křídel je patrný široký bílý pruh při odtokové hraně loketních letek. Krovky jsou zespoda bílé. Duhovky jsou karmínové, nohy olivově zelené, běháky šedočerné a blány šedé. V prostém šatu se krk potápek barví do bíla, spodní partie do špinavě bílé, horní část těla je hnědá a přední strana krku a temena načervenale hnědá. Nedospělá potápka se podobá dospělému jedinci v prostém šatu, avšak přes tváře nedospělců se táhnou nepravidelné tmavé pruhy.

## Biologie a chování

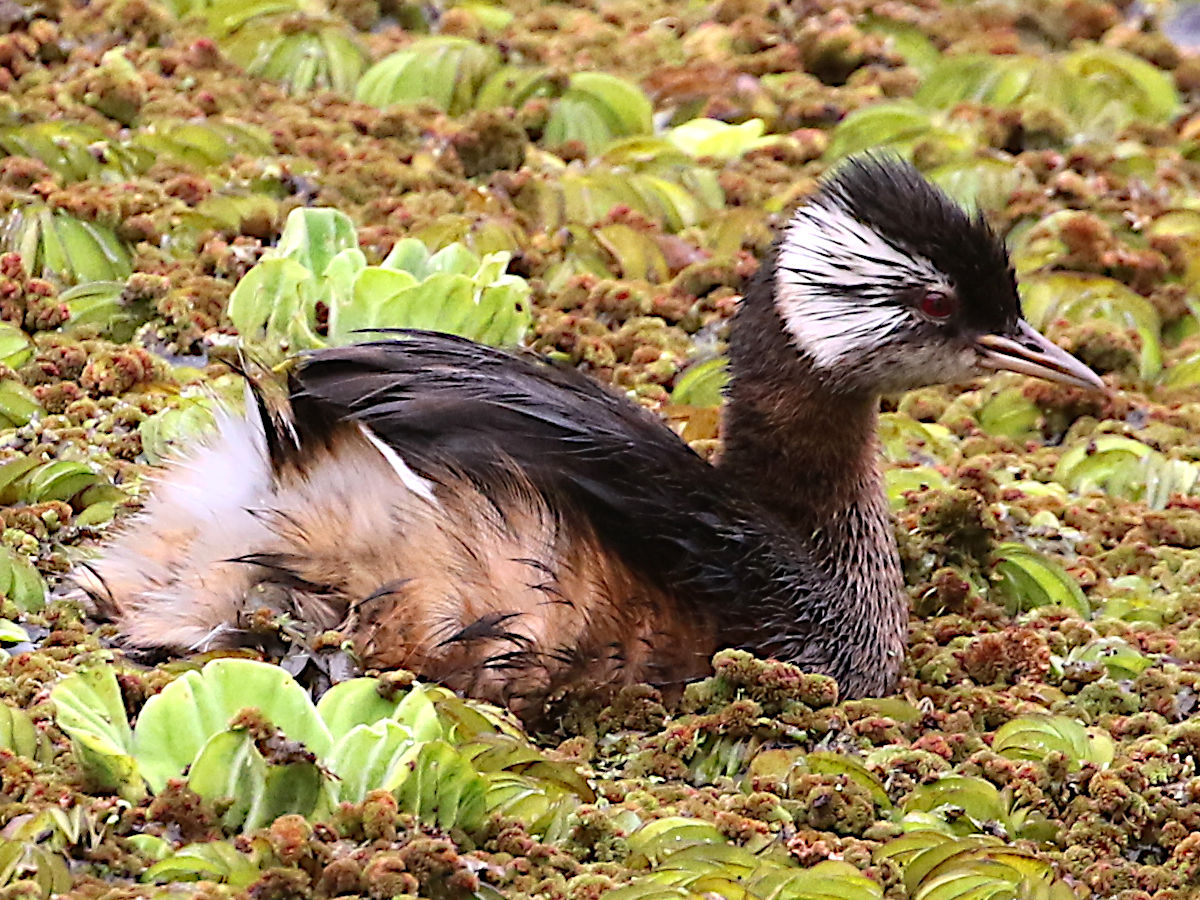
Potápka Rollandova (Argentina)

### Stanoviště
Potápka Rollandova se vyznačuje širokou škálou různých typů hnízdních stanovišť. Zahnizďuje na obrovských jezerech, jako je Junín nebo Titicaca, která pokrývají plochu o stovkách čtverečních kilometrů, avšak potápky Rollandovy mohou hnízdit i na malých rybníčcích, pomalu tekoucích řekách nebo v zatopených příkopech podél cest. Tyto vodní plochy nemusí být ani stálé a občas může dojít k zahnízdění na dočasně zatopené vodní ploše. Potápka Rollandova vyhledává mělké vody se směsí vodní vegetace a otevřených vodních ploch. Obývá nadmořské výšky od mořské hladiny do 4500 m n. m. Populace z jižních oblastí na zimu táhnou k severněji položenému mořskému pobřeží, kde formují velká hejna, jejichž výskyt je spojován s místy bohatého výskytu mořských řas. Potápka Rollandova je místy hojná, v Argentině se dokonce jedná o nejčastěji se vyskytující potápku. Celková populace byla v roce 2023 odhadnuta na 103–105 tisíc jedinců.

### Hnízdění

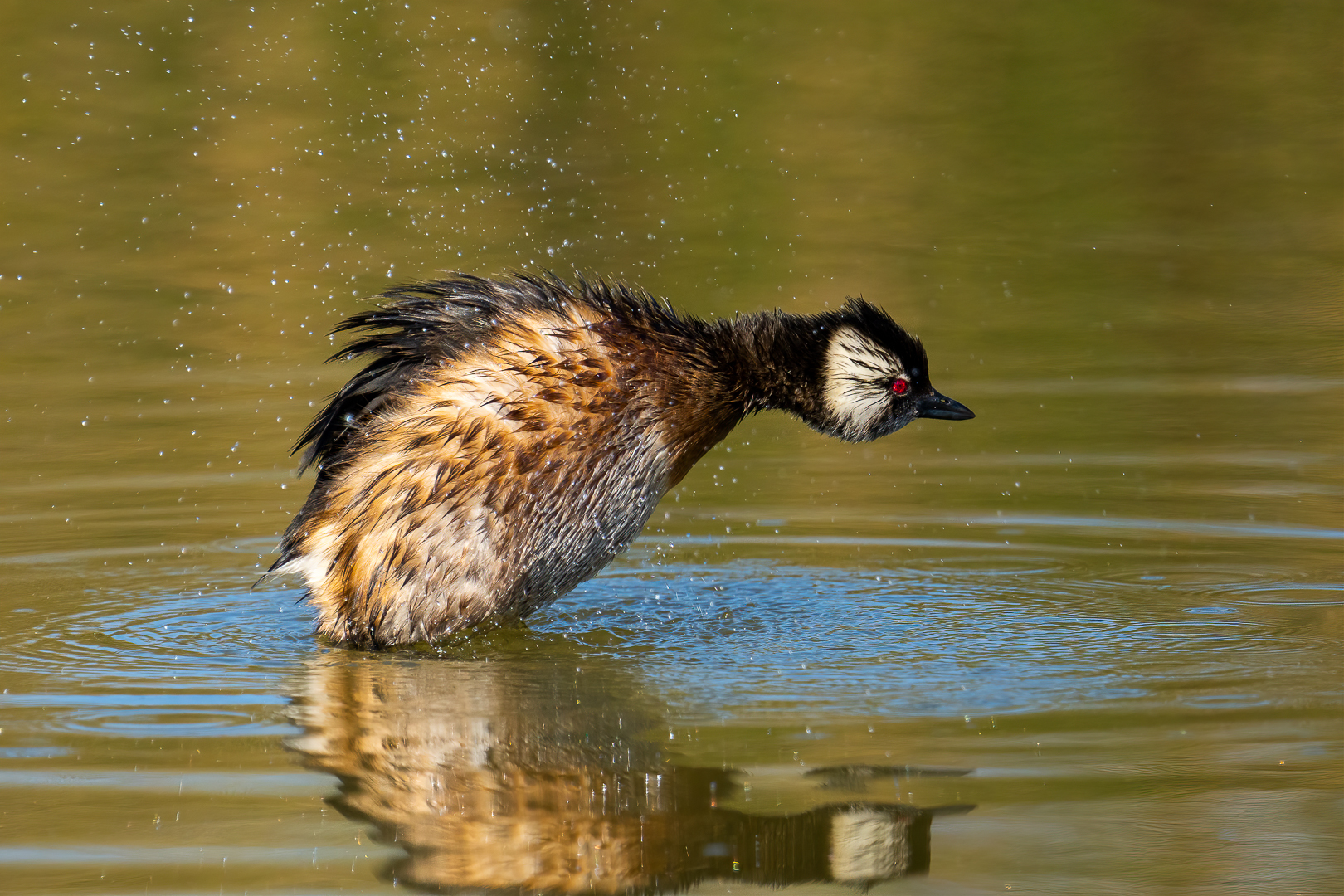
Potápka Rollandova (Chile)

Námluvní rituál potápky Rollandovy zahrnuje unikátní jev, tzv. rituál narážení (bumping ritual). Tento rituál začíná společným plaváním páru bok po boku a zahrnuje několik vizuálních, na potápku nijak neobvyklých projevů. Koncem rituálu se jeden z ptáků potopí a cíleně vyplave na hladinu přímo pod druhým ptákem, do kterého vrazí hrudí. Oba ptáci poté krátce šlapou vodu a s vertikálně nataženými těly se dotýkají hruďmi. Potopení a vražení do jiné potápky je u potápek snad nejčastější formou agrese, takže je možné, že tento námluvní tanec je jakousi ritualizovanou formou agrese.
Doba hnízdění nastává nejčastěji od září do ledna, ve vysokých nadmořských výškách ještě o měsíc nebo dva později. Hlavně v severnějších oblastech výskytu může zahnízdit v kteroukoli roční dobu. Hnízdí většinou samostatně, vzácněji může utvářet i kolonie. Hnízdo z rostlinného materiálu je stavěno přímo na vodní hladině, na které se vznáší. Odnesení vlnami brání ukotvení v okolní vegetaci. Samice snáší 1–6, nejčastěji 2 vejce. Pohlavní dospělost nastává v prvním roce života.

### Potrava
Živí se převážně rybami, nepohrdne ani většími členovci. Potravu sbírá z hladiny nebo potápěním.

## Ohrožení
Mezinárodní svaz ochrany přírody druh hodnotí jako málo dotčený se stabilní populací. Zatímco celková populace není ohrožena, početnost poddruhu morrisoni z jezera Junín je na ústupu vlivem v podstatě stejných faktorů, jako u potápky Taczanowského (znečištění jezera důlní činností nebo extrémní kolísání vodní hladiny z důvodu odběru vody pro důlní hydroelektrárnu).